# Campionati europei di corsa in montagna 1996
I II Campionati europei di corsa in montagna si sono disputati a Llanberis, in Galles, il 13 luglio 1996 con il nome di European Mountain Running Trophy 1996. Il titolo maschile è stato vinto da Jaime Dejesus-Mendes, quello femminile da Isabelle Guillot.

## Uomini Seniores
Individuale
| Pos.    | Atleta               | Nazione     | Tempo    |
| ------- | -------------------- | ----------- | -------- |
| Oro     | Jaime Dejesus-Mendes | Portogallo  | 1h03'16" |
| Argento | Thierry Brevil       | Francia     | 1h03'32" |
| Bronzo  | Lucio Fregona        | Italia      | 1h04'00" |
| 4       | Danilo Bosio         | Italia      | 1h04'53" |
| 5       | Philippe Sirieix     | Francia     | 1h05'07" |
| 6       | Mark Kinch           | Inghilterra | 1h05'32" |
| 7       | Robert Petro         | Slovacchia  | 1h05'34" |
| 8       | Craig Roberts        | Inghilterra | 1h05'56" |
| 9       | Jürgen Plechinger    | Austria     | 1h06'08" |
| 10      | Marcel Matanin       | Slovacchia  | 1h06'22" |

Squadre
| Pos.    | Squadra     | Punti |
| ------- | ----------- | ----- |
| Oro     | Francia     | 8     |
| Argento | Italia      | 19    |
| Bronzo  | Inghilterra | 29    |

## Donne Seniores
Individuale
| Pos.    | Atleta               | Nazione     | Tempo  |
| ------- | -------------------- | ----------- | ------ |
| Oro     | Isabelle Guillot     | Francia     | 53'09" |
| Argento | Maria Grazia Roberti | Italia      | 53'22" |
| Bronzo  | Nives Curti          | Italia      | 53'59" |
| 4       | Sara Rowell          | Inghilterra | 54'36" |
| 5       | Mirela Cabodi        | Italia      | 54'54" |
| 6       | Evelyne Mura H.      | Francia     | 55'02" |
| 7       | Tatiana Perepelkina  | Russia      | 55'38" |
| 8       | Tina Hizar           | Slovenia    | 56'03" |
| 9       | Ines Hizar           | Slovenia    | 56'33" |
| 10      | Martine Javerzac P.  | Francia     | 56'56" |

Squadre
| Pos.    | Squadra     | Punti |
| ------- | ----------- | ----- |
| Oro     | Italia      | 5     |
| Argento | Francia     | 7     |
| Bronzo  | Inghilterra | 15    |

## Medagliere
| Posizione | Paese       | Oro | Argento | Bronzo | Totale |
| --------- | ----------- | --- | ------- | ------ | ------ |
| 1         | Francia     | 2   | 2       | 0      | 4      |
| 2         | Italia      | 1   | 2       | 2      | 5      |
| 3         | Portogallo  | 1   | 0       | 0      | 1      |
| 4         | Inghilterra | 0   | 0       | 2      | 2      |